# Familia lui Moș Crăciun (film din 2006)
Familia lui Moș Crăciun (titlu original: The Santa Clause 3: The Escape Clause) este un film de Crăciun american din 2006 regizat de Michael Lembeck. Rolurile principale au fost interpretate de actorii Tim Allen, Martin Short, Elizabeth Mitchell și Judge Reinhold.
Este continuarea filmului Cine este Moș Crăciun? (1994) alături de Moș Crăciun caută Crăciuniță (The Santa Clause 2) (2002) (ultimul fiind regizat tot de Lembeck).

## Prezentare
Scott Calvin și soția sa Carol trăiesc fericiți la Polul Nord. Cu toate acestea, chiar înainte de Crăciun apar întârzieri în producția de jucării. Carol așteaptă să nască în curând un copil și vrea ca Scott să petreacă mai mult alături de ea. Pentru ca lucrurile să se complice, Jack Frost vrea ca el să preia sărbătoarea Crăciunului.

## Distribuție
- Tim Allen ca Moș Crăciun/Scott Calvin
- Martin Short ca Jack Frost
- Elizabeth Mitchell este Crăciunița/Carol Calvin
- Judge Reinhold ca Neil Miller
- Wendy Crewson ca Laura Miller
- Liliana Mumy ca Lucy Miller
- Alan Arkin ca Bud Newman
- Ann-Margret ca Sylvia Newman
- Spencer Breslin este Curtis Elful
- Aisha Tyler ca Mama Natură
- Peter Boyle ca Tatăl Timp
- Michael Dorn ca Moș Ene
- Jay Thomas ca Iepurașul de Paște
- Kevin Pollak este Cupidon
- Art LaFleur ca Zâna Măseluță
- Charlie Stewart ca Dr. Hismus
- Abigail Breslin ca Trish
- Eric Lloyd este Charlie Calvin
- Madeline Carroll ca Santa Elf
- Zach Mills este Carpenter Elf
- Jordan Orr ca vocea elfilor
- Sammi Hanratty ca Glenda
- John Ross Bowie ca Rory